# Almese
Almese is een gemeente in de Italiaanse provincie Turijn (regio Piëmont) en telt 5932 inwoners (31-12-2004). De oppervlakte bedraagt 17,9 km², de bevolkingsdichtheid is 331 inwoners per km².
De volgende frazioni maken deel uit van de gemeente: Rivera, Milanere, Montecomposto,Grangia.

## Demografie

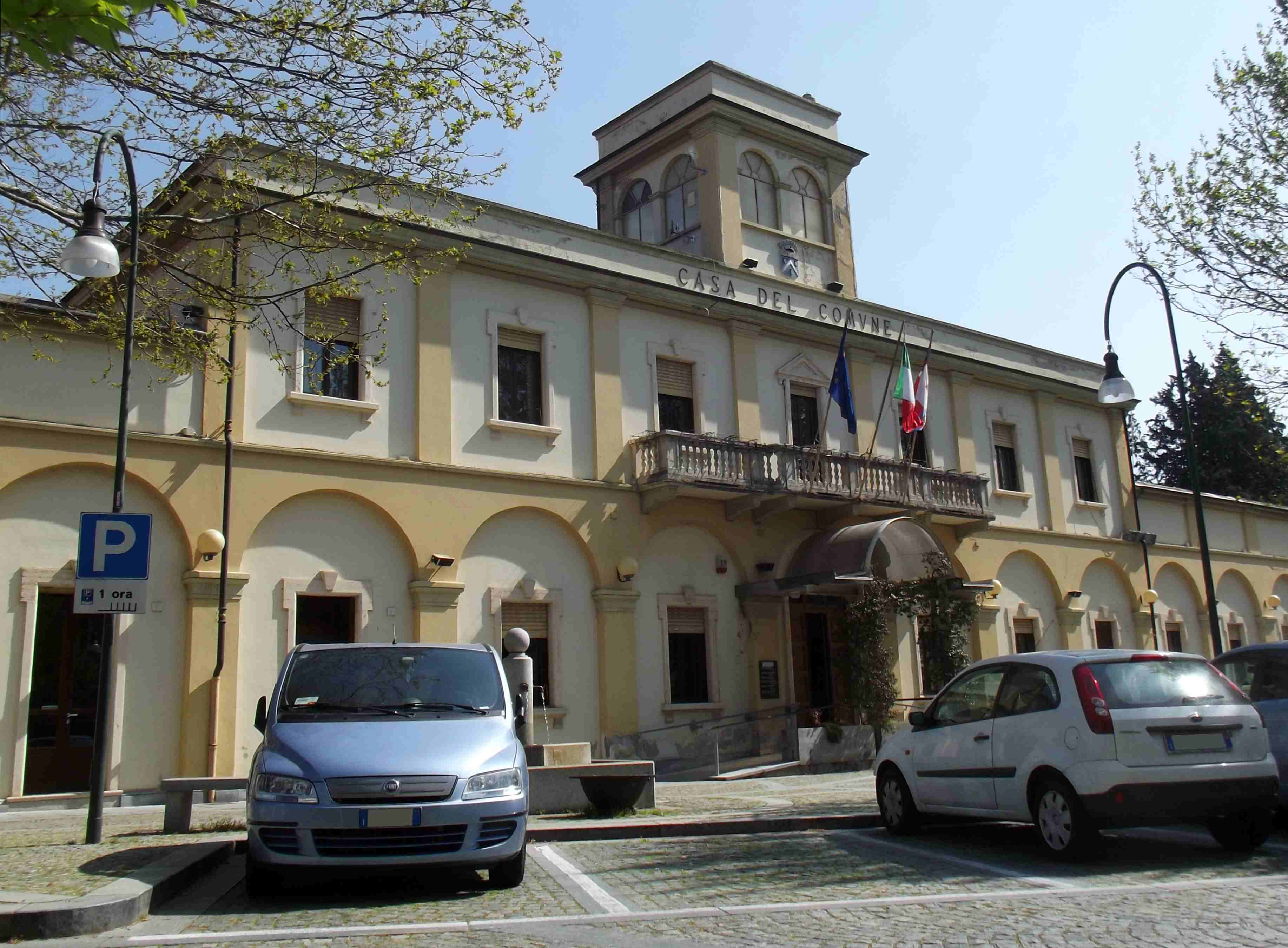
Gemeentehuis

Almese telt ongeveer 2531 huishoudens. Het aantal inwoners steeg in de periode 1991-2001 met 8,0% volgens cijfers uit de tienjaarlijkse volkstellingen van ISTAT.
| Jaar | Inwoneraantal |
| ---- | ------------- |
| 1991 | 5240          |
| 2001 | 5658          |

## Geografie
De gemeente ligt op ongeveer 364 m boven zeeniveau.
Almese grenst aan de volgende gemeenten: Val della Torre, Rubiana, Villar Dora, Caselette, Avigliana.

## Geboren
- Scipione Riva-Rocci (1863-1937), internist en kinderarts